# Martina Criscio
Martina Criscio (Foggia, 24 gennaio 1994) è una schermitrice italiana, specializzata nella sciabola.

## Biografia
Ha studiato scienza dello sport all'Università di Foggia.
Si è laureata campionessa del mondo nel torneo a squadre della sciabola di Lipsia 2017.
Con le compagne Rossella Gregorio, Irene Vecchi e Loreta Gulotta, ha vinto la medaglia d'oro ai campionati europei di Tbilisi 2017, battendo in finale la Russia nel torneo della sciabola a squadre il 22 giugno 2022 agli Europei di Antalya vince la medaglia d'Argento nella gara a squadre della Sciabola insieme alle altre Sciabolatrici Gregorio, Passaro e Battiston.
Il 18 giugno 2023 vince la medaglia di bronzo nella gara individuale di sciabola agli Europei di scherma del 2023 di Plovdiv, perdendo soltanto in semifinale. Il 30 giugno 2023 vince la medaglia d'argento nella gara a squadre di sciabola ai III Giochi europei di Cracovia, con la sconfitta in finale per 38-45 contro la Francia, insieme alle altre tre sciabolatrici Rossella Gregorio, Chiara Mormile e Eloisa Passaro.
Ai Giochi della XXXIII Olimpiade del 2024 viene eliminata ai sedicesimi di finale del torneo di sciabola individuale femminile dall'ungherese Szucs per 15-10.

## Palmarès

### Risultati élite
In carriera ha ottenuto i seguenti risultati:
Mondiali
Individuale
A squadre
- Oro nella sciabola a Lipsia 2017

Mondiali militari
Individuale
A squadre
- Bronzo nella sciabola ad Acireale 2017

Europei
Individuale
- Bronzo nella sciabola a Plovdiv 2023

A squadre
- Oro nella sciabola a Tbilisi 2017
- Argento nella sciabola ad Adalia 2022

Giochi europei
Individuale
A squadre
- Argento nella sciabola a Cracovia 2023

Campionati italiani
Individuale
- Oro nella sciabola a Roma 2016
- Argento nella sciabola a Cagliari 2024
- Bronzo nella sciabola a Gorizia 2017

A squadre
- Oro nella sciabola a Milano 2018
- Oro nella sciabola a Piacenza 2025
- Argento nella sciabola a Torino 2015
- Argento nella sciabola a Gorizia 2017
- Argento nella sciabola a Palermo 2019
- Argento nella sciabola a Courmayeur 2022
- Argento nella sciabola a Cagliari 2024
- Bronzo nella sciabola a Roma 2016
- Bronzo nella sciabola a La Spezia 2023

### Risultati giovani
Mondiali giovani
Individuale
- Bronzo nella sciabola a Parenzo 2013

A squadre
Europei Under-23
Individuale
- Argento nella sciabola a Plovdiv 2016

A squadre
- Oro nella sciabola a Plovdiv 2016
- Argento nella sciabola a Tbilisi 2014
- Argento nella sciabola a Vicenza 2015

Europei giovani
Individuale
A squadre
- Oro nella sciabola a Gerusalemme 2014
- Bronzo nella sciabola a Lobnja 2010

Europei cadetti
Individuale
- Oro nella sciabola a Klagenfurt 2011

A squadre
- Oro nella sciabola a Klagenfurt 2011